# 高彥平
高彥平、男、中共军事、政治人物、武警少將、中共黨員  。

## 生平
歷任中國人民武裝警察部隊廣東省總隊司令員、中國人民武裝警察部隊海南省總隊司令員、中國人民武裝警察部隊新疆維吾爾自治區總隊武警南疆指挥部副主任、主任、
廣東省政协委員   。